# Bolshecapnia spenceri
Bolshecapnia spenceri är en bäcksländeart som först beskrevs av William Edwin Ricker 1965.  Bolshecapnia spenceri ingår i släktet Bolshecapnia och familjen småbäcksländor. Inga underarter finns listade i Catalogue of Life.